# Schützendorf (Mechernich)
Schützendorf ist ein Stadtteil von Mechernich im nordrhein-westfälischen Kreis Euskirchen. Im Ort entspringen Nebenbäche des Mühlenbachs.

## Geschichte
Die erste urkundliche Erwähnung erfolgte 1251 als Schussinrodde, als Ritter Konrad von Schussinrodde dem Kloster Steinfeld Land in Lückerath schenkte.
Die St.-Michael-Kapelle wurde 1959 errichtet; das ursprüngliche Kapellengebäude von 1783 steht heute im Rheinischen Freilichtmuseum.

## Verkehr und Tourismus
Die nächste Anschlussstelle ist Bad Münstereifel / Mechernich auf der A 1.
Die VRS-Buslinie 897 der Firma Karl Schäfer Omnibusreisen verbindet den Ort mit Mechernich und Voißel. Die Fahrten verkehren überwiegend als TaxiBusPlus im Bedarfsverkehr. Zusätzlich verkehren einzelne Fahrten der auf die Schülerbeförderung ausgerichteten Linie 896.
| Linie | Betreiber        | Verlauf |
| ----- | ---------------- | --- |
| 896   | Schäfer          | Berg – Floisdorf – Eicks – Glehn – Hostel – (Denrath – Schützendorf – Lückerath – Roggendorf –) Mechernich Bf → Mechernich Feytal                                                                                 |
| 897   | Kreis EU/Schäfer | MiKE (außer im Schülerverkehr): (Roggendorf – Denrath – Wallenthal –) Voißel – Wielspütz – Bergbuir – Bleibuir – Bescheid – Lückerath – Schützendorf – (Denrath –) Strempt – Mechernich Bf – Mechernich Stiftsweg |

Durch den Ort führt der Radfernweg Eifel-Höhen-Route, die als Rundkurs um und durch den Nationalpark Eifel verläuft.